# Ернст Роденвальдт
Ернст Роберт Карл Роденвальдт (нім. Ernst Robert Carl Rodenwaldt; 5 серпня 1878, Берлін — 4 липня 1965, Рупольдінг) — німецький гігієніст, дослідник тропічних хвороб і військовий медик, генерал-майор медичної служби резерву вермахту.

## Біографія
Син професора гімназії, старший брат археолога Гергарта Роденвальдта. В 1897-98 роках служив однорічним добровольцем в Імперській армії, одночасно почав вивчати медицину в Берлінській військово-медичній академії імені імператора Вільгельма, де склав державний іспит 30 січня 1903 року. В 1904 році здобув ступінь доктора медицини. В 1909-13 роках працював колоніальним лікарем у Того, де боровся з віспою і малярією, а також удосконалив акушерство. Під час Першої світової війни служив військовим медиком у Малій Азії і Османській імперії, де зміг досягти значних успіхів у боротьбі з малярією, тифом, холерою та черевним тифом. Контролював німецькі шпиталі в Єрусалимі. В 1921-34 роках боровся з малярією в Ост-Індії. Роденвальдт вважався провідним світовим експертом з малярії. В 1928 році призначений інспектором служби охорони здоров'я, в 1932 році інститут Айкмана в Джакарті.
1 березня 1932 року вступив у зарубіжну організацію НСДАП, членом якої був до 25 лютого 1933 року. В 1934 році очолив кафедру гігієни Кільського університету, в 1935 році — Гайдельберзького університету. Викладав обов'язкові лекції з расової гігієни. З початком Другої світової війни призваний на військово-медичну службу. В 1940 році очолив Інститут тропічної медицини та гігієни при Військово-медичній академії і став консультантом начальника медичної служби з питань тропічної медицини. Давав наукову оцінку експериментам над людьми, проте відмовився викладати на кафедрі расової гігієни в Мюнхені чи працювати в Берлінському інституті спадкових досліджень. Працював у Франції (Бордо), Нідерландах, Бельгії, Італії, Північній Африці і на Балканах. В 1943-44 роках приділяв особливу увагу зараженому малярією району навколо абатства Монте-Кассіно.
Наприкінці війни потрапив у британський полон, декілька місяців був тюремним лікарем у Камбрії. На початку 1946 року звільнений і повернувся в Німеччину. Під час першого етапу денацифікації визнаний «другорядним злочинцем». В 1948 році виправданий і став викладачем Гайдельберзького університету. В 1951 році очолив геомедичний дослідницький центр Гайдельберзької академії наук. До кінця життя був консультантом численних організацій. Роденвальдт вплинув на створення медичної служби бундесверу, був членом консультативної ради Федерального міністерства економічної співпраці і брав участь у міжнародній фінансовій допомозі.

## Нагороди
- Орден Червоного орла 4-го класу
- Медаль Червоного Хреста (Пруссія) 2-го класу
- Медаль «За кампанію в Південно-Західній Африці»
- Залізний хрест 2-го і 1-го класу
- Орден Франца Йосифа, лицарський хрест
- Орден Фрідріха (Вюртемберг), лицарський хрест 1-го класу з мечами
- Срібна медаль «Імтияз» із шаблями
- Військова медаль (Османська імперія)
- Почесний хрест ветерана війни з мечами
- Почесний знак «За вірну службу» 1-го класу (40 років)
- Хрест Воєнних заслуг 2-го і 1-го класу з мечами
- Почесний доктор філософії Тюбінгенського університету (1963)

## Вшанування пам'яті
- На честь Роденвальдта назвали:
  - Гігієнічний інститут Республіки Того імені Ернста Роденвальдта (30 листопада 1967)
  - Інститут військової медицини і гігієни імені Ернста Роденвальдта (15 грудня 1967). У березні 1998 року перейменований на Центральний інститут санітарної служби бундесверу.
- Пам'ятний рельєф у Того (5 серпня 1978)